# Liste der Monuments historiques in La Ville-sous-Orbais
Die Liste der Monuments historiques in La Ville-sous-Orbais führt die Monuments historiques in der französischen Gemeinde La Ville-sous-Orbais auf.

## Liste der Objekte
| Bezeichnung                  | Beschreibung | Standort                       | Kennzeichnung | Schutzstatus | Datum | Bild |
| ---------------------------- | --- | ------------------------------ | ------------- | ------------ | ----- | ---- |
| Skulptur Heiliger Martin     | Holz, farbig gefasst, um 1600                                                                                       | in der Kirche St-Martin (Lage) | PM51003353    | Inscrit      | 1993  |      |
| Skulptur Heiliger Nikolaus   | Holz, farbig gefasst, Schmiedeeisen, Anfang des 16. Jahrhunderts                                                    | in der Kirche St-Martin (Lage) | PM51003355    | Inscrit      | 1993  |      |
| Hauptaltar                   | Altartisch, Retabel und Gemälde; Holz, farbig gefasst und vergoldet, Ölfarbe auf Leinwand, 17. oder 18. Jahrhundert | in der Kirche St-Martin (Lage) | PM51003352    | Inscrit      | 1993  |      |
| Kruzifix                     | Holz, farbig gefasst, 16. oder frühes 17. Jahrhundert                                                               | in der Kirche St-Martin (Lage) | PM51003278    | Inscrit      | 1990  |      |
| Skulptur Johannes der Täufer | Holz, farbig gefasst, um 1600                                                                                       | in der Kirche St-Martin (Lage) | PM51003354    | Inscrit      | 1993  |      |
| Taufbecken                   | Stein, 13. und 16. Jahrhundert                                                                                      | in der Kirche St-Martin (Lage) | PM51003356    | Inscrit      | 1993  |      |
| Skulptur Heiliger Eligius    | Holz, farbig gefasst, Anfang des 16. Jahrhunderts                                                                   | in der Kirche St-Martin (Lage) | PM51003378    | Inscrit      | 1995  |      |